# خوليان كازانوفا
جولييان كازانوفا رويز (بالإسبانية: Julián Casanova)‏ هو مؤرخ وكاتب إسباني، ولد في 1956 في وادي الغرفة في إسبانيا.

## وصلات خارجية
- الموقع الرسمي